# Something for Everybody
Something for Everybody är ett studioalbum av den amerikanske sångaren och musikern Elvis Presley. Det är hans trettonde album och det utgavs av RCA Victor i både mono och stereo (LPM/LSP 2370) den 19 maj 1961. Albumets tolv låtar fördelades så att sida ett på LP:n bestod av sex ballader och sida två av sex upptempolåtar, vilket avspeglas i albumtiteln Något för alla, som kan tolkas som en hänvisning till denna uppdelning.
Albumet spelades in under en kväll och natt den 12–13 mars 1961 i RCA:s studio B i Nashville, Tennessee, med undantag för "I Slipped, I Stumbled, I Fell", som spelades in den 8 november 1960 i Radio Recorders studio B i Hollywood, Kalifornien. Inga singlar hämtades från själva albumet i anslutning till utgivningen; i stället gavs en av de inspelade låtarna, "I Feel So Bad", ut som singel och inkluderades därför inte på albumet.
Vid utgivningen fick albumet ett blandat men övervägande positivt mottagande, där dess något mer dämpade sound hyllades av vissa kritiker. Även senare recensioner har varit delade: Elvis sånginsatser, särskilt på balladerna, har ofta lyfts fram, medan materialet i stort av vissa har bedömts som ett steg tillbaka jämfört med föregångaren Elvis Is Back!.
I USA nådde Something for Everybody förstaplatsen på såväl Cashbox som Billboards albumlista, där det låg under fyra respektive tre veckor. Det blev det sjätte av Elvis Presleys sammanlagt tio album att nå förstaplatsen i USA – men det sista studioalbumet som gjorde det. I Storbritannien nådde albumet andraplatsen. Den initiala försäljningen i USA uppgick till 300 000 exemplar, och albumet certifierades senare guld av Recording Industry Association of America (RIAA) för en försäljning av över en halv miljon exemplar i USA.

## Bakgrund

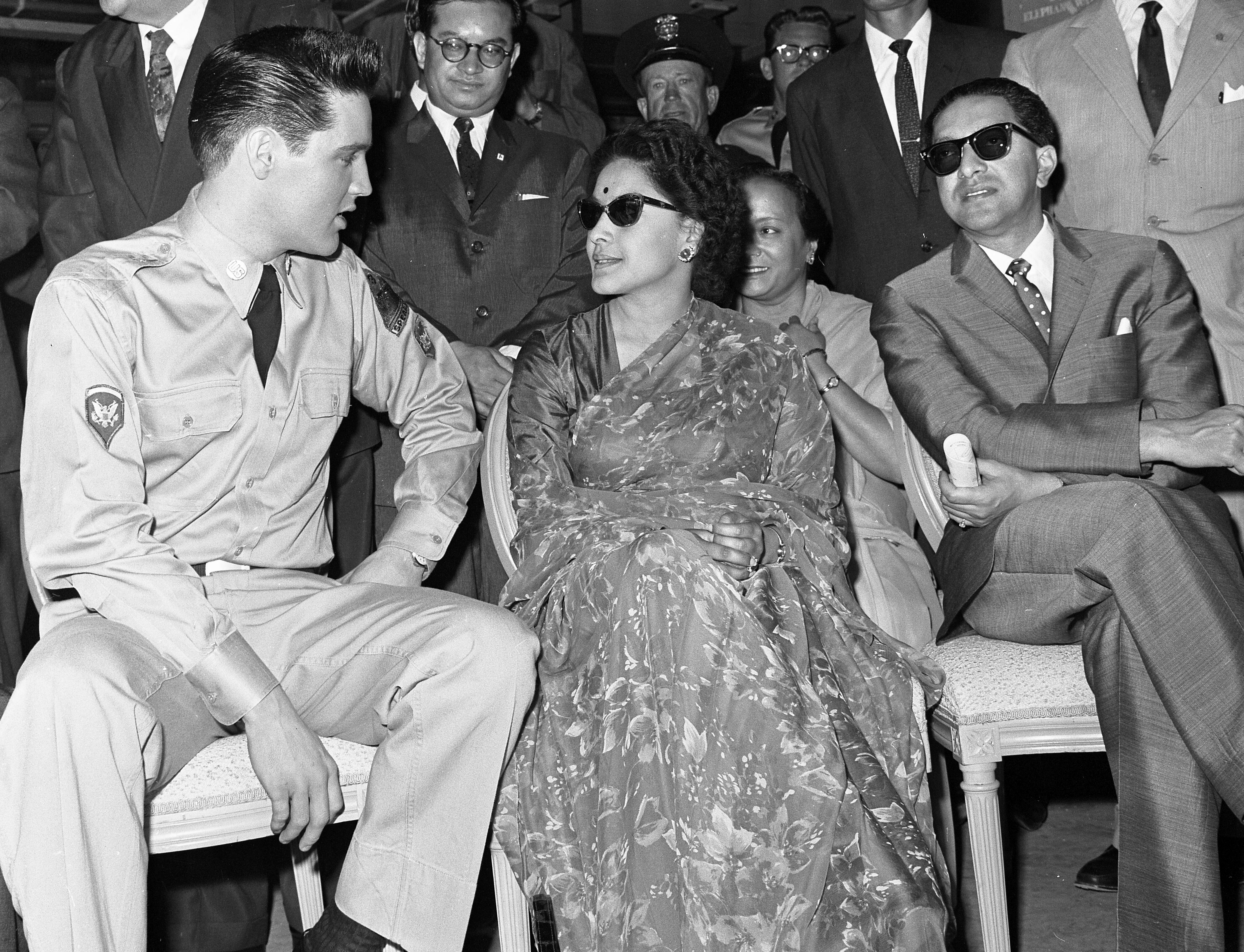
Elvis Presley tillsammans med kung Mahendra av Nepal och drottning Ratna av Nepal på Paramount Studios i Los Angeles den 11 maj 1960, under inspelningen av filmen G.I. Blues.

År 1960 hade varit mycket framgångsrikt för Elvis Presley, såväl artistiskt som kommersiellt. Efter hemkomsten från sin militärtjänstgöring i mars 1960 hade han återtagit sin position som den dominerande artisten på musikscenen. Alla hans tre singlar – "Stuck on You" / "Fame and Fortune", "It's Now or Never" / "A Mess of Blues" och "Are You Lonesome Tonight?" / "I Gotta Know" – hade nått förstaplatsen på Billboard Hot 100-listan i USA, och "Are You Lonesome Tonight?" och "It's Now or Never" blev två av hans mest framgångsrika inspelningar med mycket höga försäljningssiffror. Hans första film efter återkomsten, Paramountfilmen G.I. Blues, blev en stor succé – både publikt och kommersiellt. Även filmens soundtrackalbum blev en försäljningsframgång. Han hade också nominerats till fem Grammyer (dock utan att vinna) – tre för "Are You Lonesome Tonight" och två för albumet G.I. Blues. Dessutom hade han fått möjlighet att uppfylla en dröm han länge haft, att spela in ett religiöst fullängdsalbum i form av His Hand in Mine.

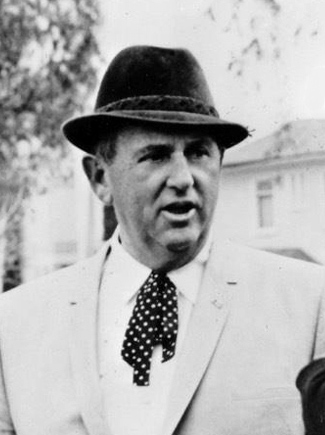
Elvis Presleys manager, Tom Parker, med den civila hederstiteln "Colonel" (överste), på ett foto från 1969.

Hans första studioalbum efter återkomsten, Elvis Is Back, hade dock inte sålt så mycket som man hoppats på, trots att Elvis varit så stolt över resultatet, och det hade överträffats försäljningsmässigt av det betydligt mer framgångsrika soundtrackalbumet G.I. Blues, som sålde tre gånger så mycket. Hans andra film efter hemkomsten, 20th Century Fox-filmen Flaming Star, som innehöll få låtar och gav Elvis en mer dramatisk roll där han fick kritikerberöm, nådde inte alls samma framgång på biograferna. Inte heller nästa 20th Century Fox-film med liknande ambition, Wild in the Country inspelad i november 1960, skulle röna någon större framgång.
Både Elvis manager Tom Parker och Paramountproducenten Hal Wallis hade en uppfattning om den riktning de ville att Elvis Presley skulle ta som filmstjärna. Den modell som visade sig fungera byggde på enklare handlingar, fler sånger, fler attraktiva kvinnor och romantiska miljöer, inte det som 20th Century-Fox och Elvis hade hoppats på. Dessutom visade sig filmernas soundtrackalbum sälja bättre än studioalbumen, så det var där pengarna fanns.
Man hade kontrakt med RCA som måste uppfyllas och detta krävde att ett nytt studioalbum skulle spelas in. Parker behövde därför fortsatt marknadsföra Elvis som inspelningsartist. Han bokade fördenskull in tre liveframträdanden i början av 1961, vilka skulle bli Elvis sista liveframträdanden på åtta år. Det var två välgörenhetskonserter i Memphis den 25 februari, och en i Honolulu i Hawaii den 25 mars för att samla in pengar till minnesmonumentet över slagskeppet USS Arizona som sänktes vid attacken mot Pearl Harbor i december 1941. Fortfarande fanns planer på fortsatt turnerande, men med alla filmåtaganden fanns inte mycket tid över för detta.
Elvis Presley hade i början av 1961 fyllt 26 år och i takt med att han blev äldre blev också hans fans äldre och skulle sannolikt framöver komma att köpa färre skivor. Parkers plan var därför att bredda Elvis repertoar och producera material som inte bara riktade sig till en tonårspublik. Trots att det var svårt att upprepa de stora framgångarna från föregående år, skedde inte någon kommersiell nedgång under 1961 och 1962. Elvis var fortfarande den största rock'n'roll-artisten i världen, och de nya musikaliska trender som snart skulle förändra allt låg fortfarande i sin linda. Däremot började kvaliteten på inspelningarna från dessa år tappa något i musikalisk riktning och bli mer ojämn. Elvis var vid denna tid inte längre en kontroversiell figur utan en erkänd artist.

## Inspelningarna och albumet
Elvis första inspelningssession 1961 inleddes på kvällen, söndagen den 12 mars 1961, i RCA:s studio B i Nashville, Tennessee. Under ett lite drygt elva timmar långt pass spelade han in det album som skulle få titeln Something for Everybody. Samma musiker som vid His Hand in Mine-sessionen i oktober 1960 medverkade även denna gång.

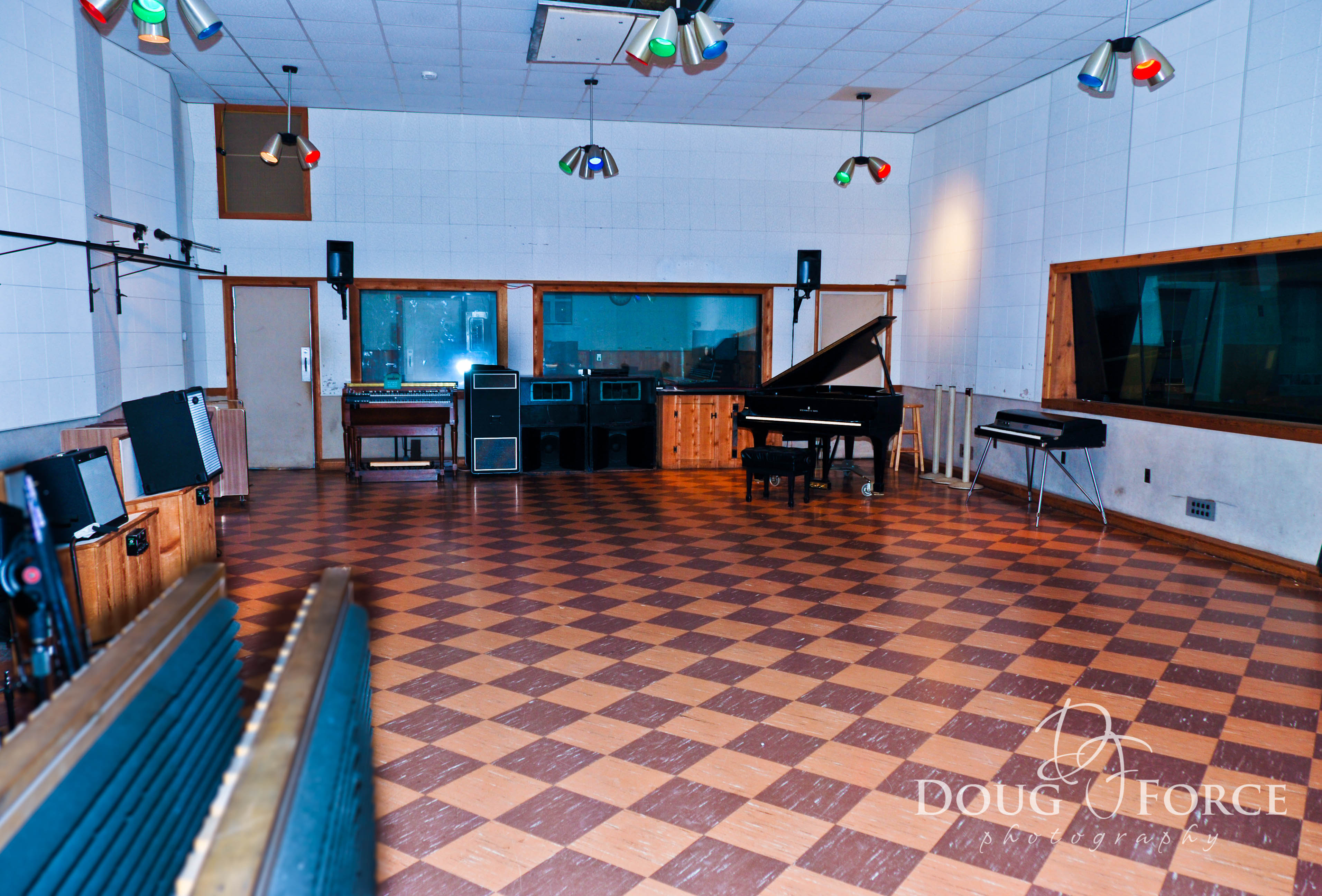
RCA:s studio B i Nashville, där inspelningarna till Something for Everybody ägde rum.

Till grunduppsättningen hörde som vanligt Elvis på kompgitarr, Scotty Moore på gitarr, D. J. Fontana på trummor och The Jordanaires på bakgrundssång. Studiomusikerna från Nashville utgjordes av Hank Garland på gitarr, Bob Moore på bas, Buddy Harman på trummor, Floyd Cramer på piano och Boots Randolph på saxofon. Därutöver deltog sopranen Millie Kirkham på bakgrundssång.
Eftersom "I Feel So Bad" släpptes som singel kort efter sessionen, ersattes den inför albumutgivningen av "I Slipped, I Stumbled, I Fell", inspelad i Radio Recorders studio i Hollywood till filmen Wild in the Country den 8 november 1960. Vid det tillfället var musikerna, utöver de i grunduppsättningen, Tiny Timbrell på gitarr, Meyer Rubin på bas, Dudley Brooks på piano samt Jimmie Haskell på dragspel.
Nashville-sessionen hade planerats in för att uppfylla det kontraktsmässiga åtagandet gentemot RCA. Det krävdes tolv sånger för ett nytt studioalbum, och enligt Parkers instruktioner spelades därför exakt tolv låtar in.
Albumet fick titeln Something for Everybody, "något för alla" – förmodligen som en kompromiss i ett försök att tilltala också en äldre publik. Det delades upp i två sidor, med ballader på den första och upptempolåtar på den andra.
Inspelningarna är professionellt gjorda med ett mycket kompetent band och med en stark sånginsats av Elvis. Resultatet är dock mer tillrättalagt, och Something for Everybody saknade till viss del den energi och intensitet som hade kännetecknat Elvis Is Back från året innan.
Låtar som "I Feel So Bad" och "I Want You With Me" var rock'n'rollspår i traditionell stil, medan "Judy" snarare kan beskrivas som lättsam pop. Musiken från studiosessionerna var ändå överlag bra, och vissa ballader, som "There's Always Me", höll hög klass med en genomtänkt sånginsats.
Albumet skulle bli Elvis sjätte att nå förstaplatsen på albumlistan i USA, men det blev hans sista rena studioalbum att göra det. De kommande fyra listettorna var de två soundtrackalbumen Blue Hawaii (1961) och Roustabout (1964), livealbumet Aloha from Hawaii (1973) och samlingsalbumet ELV1S: 30 No. 1 Hits (2002). Albumets relativt blygsamma försäljning, särskilt i förhållande till det tidigare soundtrackalbumet G.I. Blues och det följande Blue Hawaii, bidrog till att tyngdpunkten alltmer kom att ligga på soundtrackalbumen.

## Komposition, stil och texter

### Radio Recorders Studio B – 8 november 1960
"I Slipped, I Stumbled, I Fell", skriven av Fred Wise och Ben Weisman, är en rocklåt som spelades in för filmen Wild in the Country. De fem låtar som var avsedda för filmen spelades in den 7–8 november 1960, bara en vecka efter att inspelningarna till albumet His Hand in Mine hade avslutats.
Elvis manager Tom Parker hade lovat filmbolaget 20th Century Fox att nästa singel skulle marknadsföra filmen. Han tyckte att titelmelodin "Wild in the Country" tillsammans med "I Slipped, I Stumbled, I Fell" skulle passa bra, men RCA ville att åtminstone singelns B-sida skulle vara en icke-filmlåt. Parker och RCA fortsatte att diskutera vilka låtar som borde ingå på nästa singel, och i maj 1961 avgjorde Elvis frågan genom att para "Wild in the Country" med "I Feel So Bad" från Nashville-sessionen i mars 1961. Som en följd av detta plockades "I Feel So Bad" bort från albumet Something for Everybody och ersattes av "I Slipped, I Stumbled, I Fell". När singeln släpptes nådde "Wild in the Country" plats 26 i USA, medan "I Feel So Bad" nådde femte plats. I Storbritannien nådde singeln som dubbel A-sida fjärde plats.
Elvis spelade in "I Slipped, I Stumbled, I Fell" – som då var tänkt för singelutgivning – i två versioner i olika tonarter. Inspelningen i den högre tonarten valdes för utgivning. Vid denna tid var skillnaden mellan Elvis vanliga studiosessioner och de som gjordes för filmer ganska liten, och därför smälter låten väl in med övriga spår på albumets rockiga sida. Det är ett livfullt framförande med svängig musik. Texten är fyndig, med ordlekar kring titeln och en flitig användning av slang.

### RCA Studio B – 12–13 mars 1961

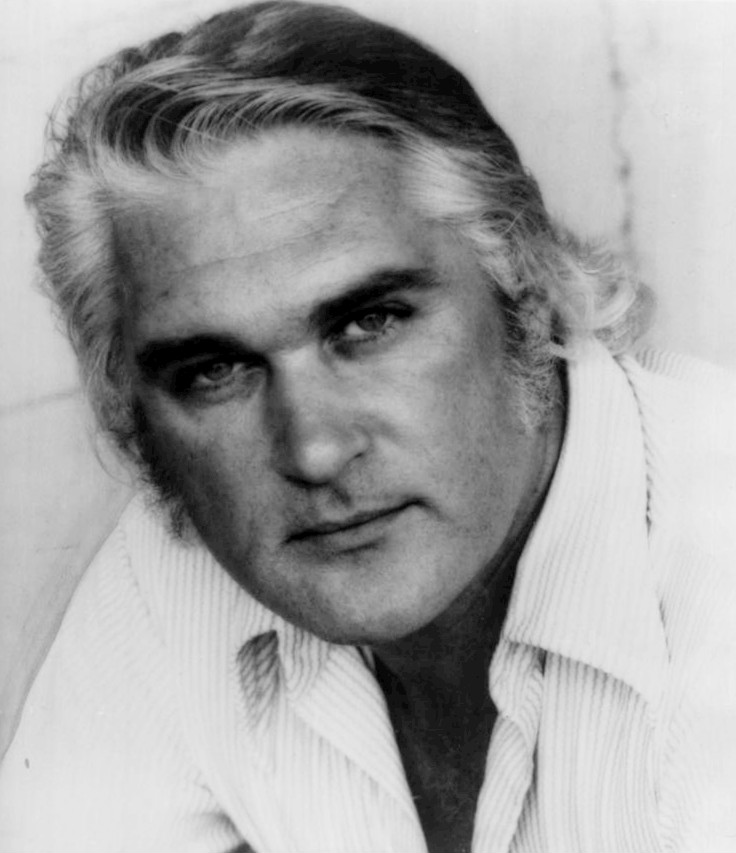
Charlie Rich (1973), som skrev rocklåten "I'm Comin' Home".

"I'm Comin' Home" var den första låten som spelades in i RCA:s studio B i Nashville den 12 mars 1961 efter klockan 18.00. Det var en rocklåt skriven av Charlie Rich, en av Sun Records-grundaren Sam Phillips artister, och tidigare inspelad av en annan Sun-artist, Carl Mann. Manns version hade emellertid inte rönt någon större framgång. Eftersom låten inte hade förmedlats via Elvis förlag fanns inget notblad tillgängligt, varför musikerna fick arbeta fram arrangemanget utifrån Manns inspelning.
Elvis satte sin egen prägel på framförandet, och resultatet blev mer samlat, fokuserat och rytmiskt tätare än Manns förlaga, med ett längre instrumentalt parti som gav musikerna möjlighet att improvisera. Den färdiga versionen präglas av en avslappnad och självsäker stil, med Floyd Cramers snabba trioler på piano, i en stil som för tankarna till låtens upphovsman Charlie Rich. "I'm Comin' Home" kom att inleda sidan två på albumet– den livfulla och rytmiska sidan.

"Gently" var en låt skriven av Murray Wisell och britten Edward Lisbona. Det var en stillsam ballad som innebar ett visst stilbrott jämfört med de ballader Elvis tidigare hade spelat in. Hank Garlands känsliga fingerspel på akustisk gitarr gav låten en varm ton, som förde med sig att den fick en lätt folkmusikprägel. Elvis och The Jordanaires stämsång i refrängen för tankarna till samtida folkmusikgrupper som The Kingston Trio. "Gently" avslutade albumets första sida – balladsidan.

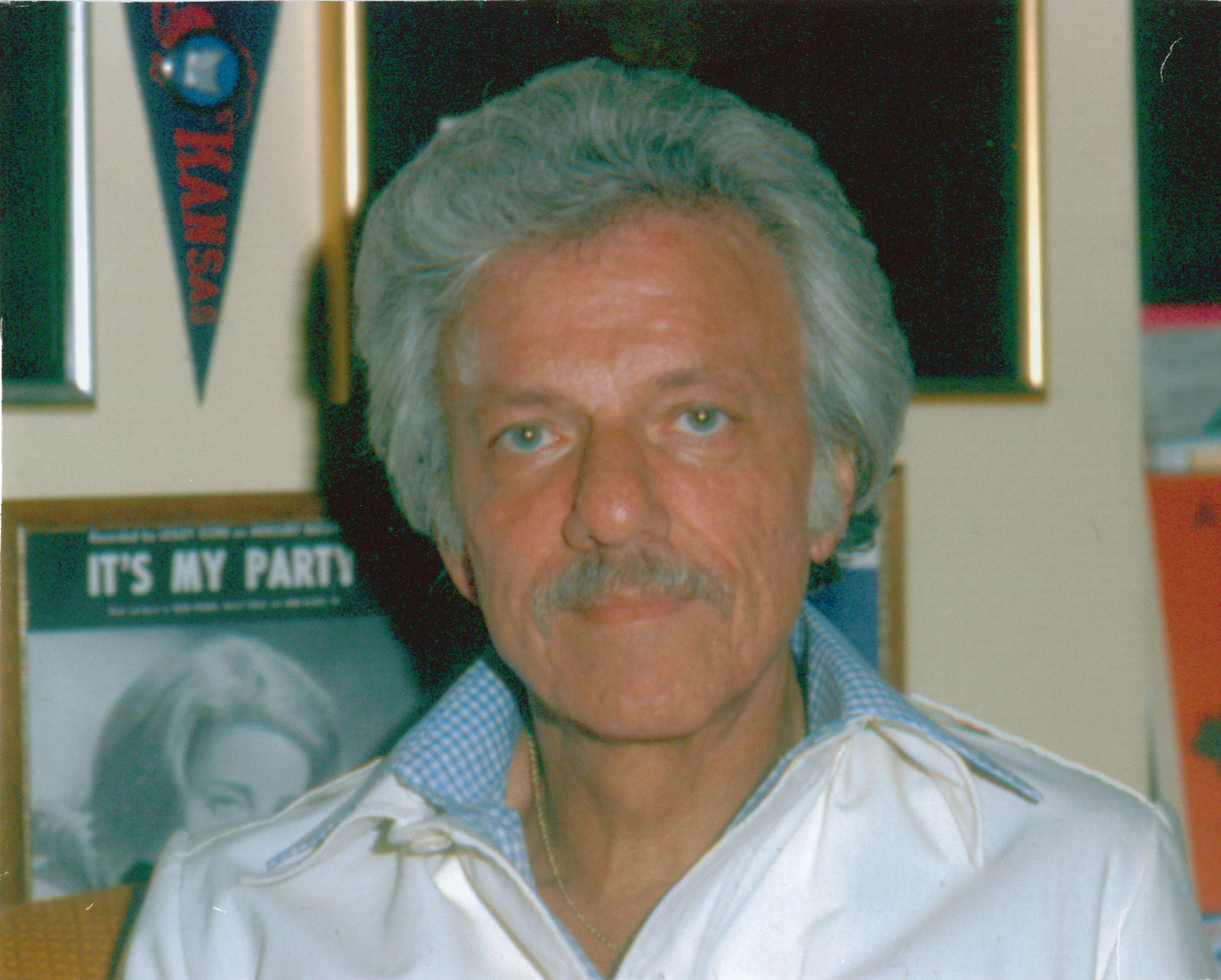
Wally Gold, som tillsammans med Aaron Schroeder skrev "In Your Arms".

"In Your Arms" skrevs av Aaron Schroeder och Wally Gold. Låten spelades in på endast två tagningar, innan Boots Randolph hann utforma mer än ett grundläggande solo. Den placerades som andra låt på den mer livliga och rytmiska sidan två av LP:n. Även om låten påminner om "Make Me Know It" från Elvis Is Back!-sessionen året innan, är den mer polerad och mindre energisk, med en tunnare ljudbild och en text som rör sig mot det mer stereotypa.

"Give Me the Right", skriven av Fred Wise och Norman Blagman, är en bluesinfluerad rock'n'roll-ballad med ett sound som för tankarna tillbaka till 1950-talet. Den påminner om material från Elvis Is Back!-sessionerna ett år tidigare, men här i en mer välpolerad och återhållsam tappning. Millie Kirkhams ordlösa, svävande och ödesmättade sopran i inledningen, tillsammans med ett pulserande komp präglat av blues och gospel, bidrar till låtens råa sensualitet och intensitet. Trots den mer dämpade framtoningen är Elvis sång laddad med antydan och längtan.
"I Feel So Bad" var nästa låt som spelades in. Eftersom "I Feel So Bad" senare valdes till singel kom den att exkluderas från albumet.

"It's a Sin", skriven av Fred Rose och Zeb Turner, hade varit en countryhit för Eddy Arnold i mitten av 1940-talet. Elvis hade sett Arnold framföra låten på Ellis Auditorium 1954, då ackompanjerad av The Jordanaires. I sin version försökte Elvis anpassa låten till det tidiga 1960-talets Nashville-sound. Efter att arrangemanget snabbats upp valdes den andra kompletta tagningen som master. Trots det tekniskt skickliga utförandet och den vackra sånginsatsen framstod låten som något föråldrad och inte helt i takt med populärmusiken år 1961.

"I Want You With Me", skriven av Woody Harris, hade ursprungligen spelats in av Bobby Darin 1958 men gavs ut först 1960. Elvis, som hade hört Darins inspelning, följde den relativt nära
och efterliknade även hans frasering. Däremot avvek arrangemanget från det Fats Domino-influerade som Darin använt, till ett mer avskalat och distinkt rock'n'roll-arrangemang. Elvis tolkning påminner om de inspelningar han gjorde i slutet av 1950-talet, och han kastar sig in i sången på ett sätt som särskilt för tankarna till sessionen i juni 1958. Låten är i klass med det bästa som spelades in under de första studiosessionerna efter hemkomsten från det militära året innan, med en tydligt vild och trotsig attityd i sången där själ och uttryck fick gå före perfektion. Musiken är uppsluppen, och bassångaren Ray Walker i The Jordanaires har en framträdande roll med sin bassång.

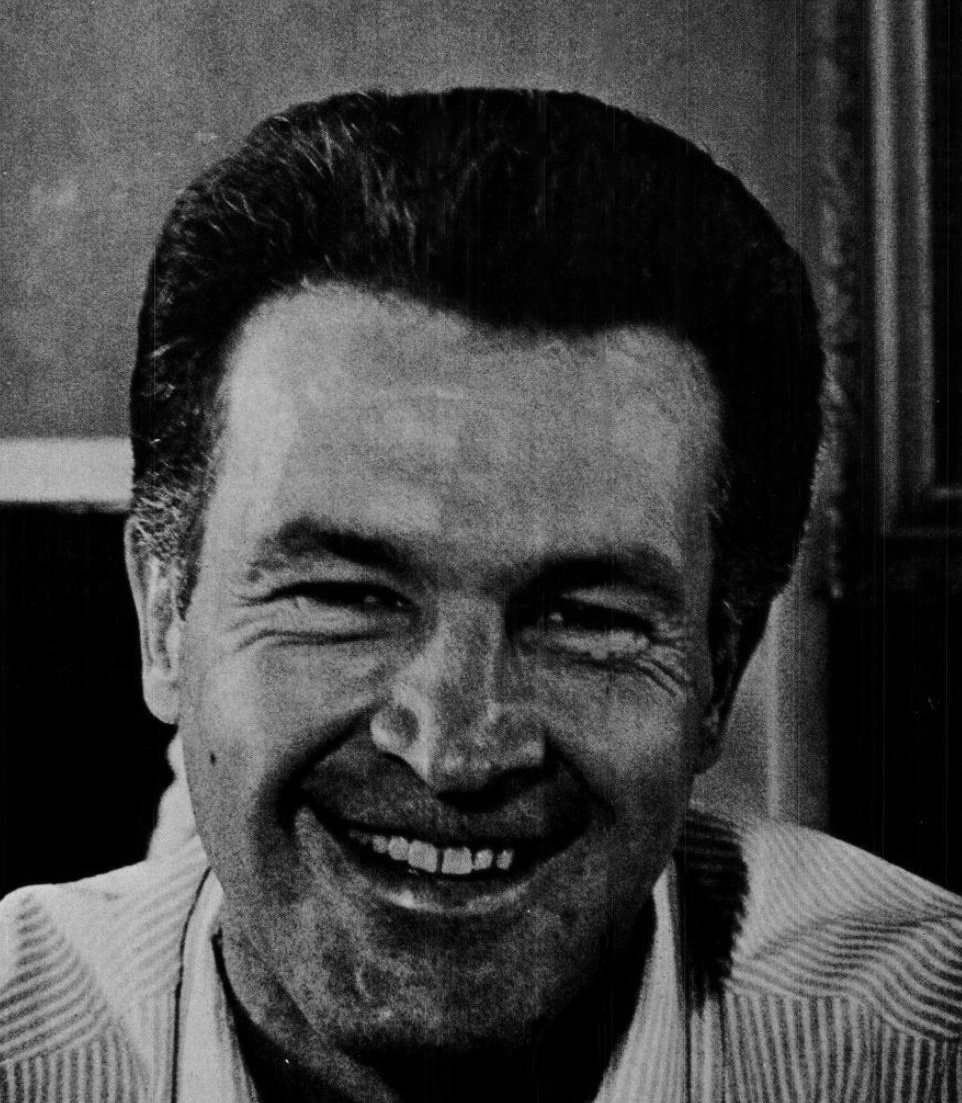
Don Robertson (1966), som skrev både "There's Always Me" och "Starting Today".

"There's Always Me" var en ballad skriven av Don Robertson, som kom att skriva några av Elvis bästa ballader, däribland denna. För Elvis blev den dramatiska balladen, med dess betydande sångtekniska utmaning och textens romantiska känslor, en av hans mest nyanserade och kontrollerade sånginsatser dittills. "Det här är min sång", sade han när han gav sig i kast med den. Låten inleder med ett enkelt pianointro, och Elvis sjunger den första delen lågmält, försiktigt och sårbart i ett väl avvägt arrangemang. I mittpartiet övergår han till att sjunga med en starkare röst, innan han med större självförtroende återgår till det återhållsamma uttrycket och arbetar fram mot låtens klimax med ett crescendo av röster. "There's Always Me" blev ett naturligt val som albumets öppningsspår.

"Starting Today" var ännu en komposition av Don Robertson. Robertson hade även skrivit den tidigare inspelade "I'm Counting on You", och utöver de två Robertson-kompositioner som Elvis spelade in under denna session skulle han också komma att spela in låtar som "I'm Yours", "Anything That's Part of You", "They Remind Me Too Much of You", "I Met Her Today", och "No More". "Starting Today" var lika känslig som "There's Always Me", men sorgsnare och mer vemodig. Robertson uppgav senare att han hade skrivit låten med Elvis i åtanke. Den inleds med Floyd Cramers arpeggiospel på piano innan Elvis kommer in med en försiktig och stillsam sång i denna melodiska och närmast rogivande ballad.

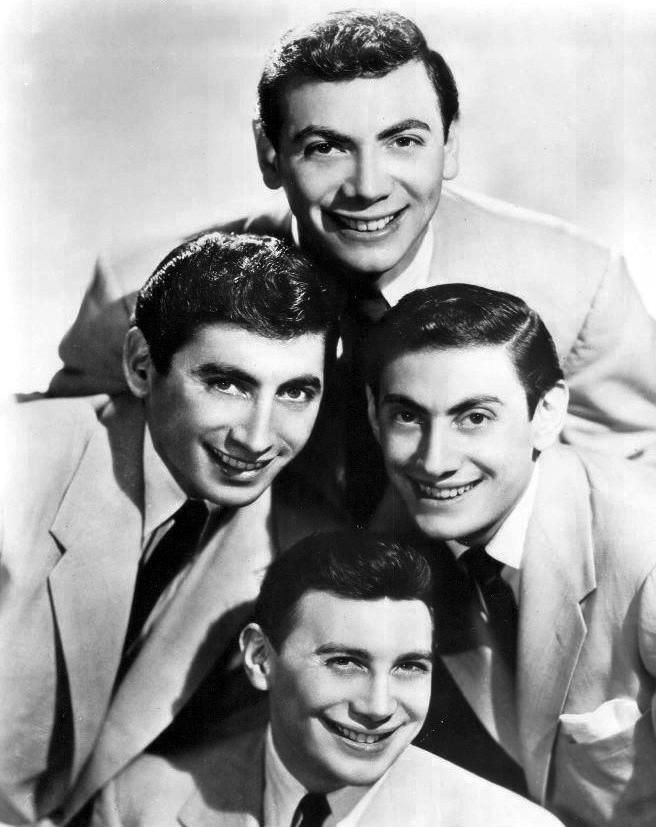
Ames Brothers (1955), som var först med att ge ut "Sentimental Me" 1949.

"Sentimental Me", skriven av James T. Morehead och James Cassin, gavs först ut av Ames Brothers 1949 och blev då en hit. Elvis tolkade låten på sitt eget vis och gav den en känsla av rock'n'roll-ballad. Tempot är långsamt men med en galoppliknande takt. Liksom under His Hand in Mine-sessionerna är Elvis röst lätt och luftig, särskilt i de höga tonerna, men han balanserar det luftiga uttrycket med en djupare röstklang i refrängen. Inspelningen är professionellt utförd med en viss dramatik genom de upprepade långa pauser som Elvis gör i slutet av varje vers.

"Judy", skriven av Teddy Redell och först utgiven av honom 1960, är en klassisk poplåt. Elvis instruerade bandmedlemmarna inför låtens inledning med orden "två gånger i D", varefter han med sin akustiska gitarr ledde dem genom inspelningen. Floyd Cramers trioler och pianospel – särskilt solot – ger låten dess särprägel.

"Put the Blame on Me" skrevs av Fred Wise, Kay Twomey och Norman Blagman. Låten fick ett bluesfärgat uttryck, delvis till följd av Elvis sätt att framföra den – smått okynnigt – vilket tillförde låten nerv. Den bluesfärgade känslan förstärktes av Floyd Cramers orgelspel, som med sin njutningslystna ton gav inspelningen en särskild laddning. Det var ett sound som påminde om det som senare skulle populariseras av grupper som The Animals. "Put the Blame on Me" saknade dock den tydliga refräng eller melodislinga som brukar krävas för att en låt ska ges ut på singel. Däremot kom den att inkluderas i västernfilmen Tickle Me från 1965, som återanvände tidigare släppta albumlåtar.

## Utgivning och marknadsföring

### Albumets placeringar
Albumet Something for Everybody utkom den 19 maj 1961. Det debuterade den 10 juli 1961 på plats 139 på albumlistan The Billboard Top LP's i USA, som vid tiden omfattade 150 album. Den 21 augusti 1961, efter sju veckor på listan, nådde det förstaplatsen, där det stannade i tre veckor. Totalt låg albumet kvar på listan i 25 veckor.
På Cashbox noterades albumet första gången den 1 juli 1961, då det gick in på plats 40 på tidningens bästsäljarlista för monoutgåvor, som då omfattade 50 album. Den 12 augusti, efter sju veckor på listan, nådde det förstaplatsen, där det låg kvar i fyra veckor. Totalt låg det 24 veckor på listan. I Storbritannien nådde albumet andraplatsen två gånger – den 11 november och 2 december 1961 – på UK Albums Chart, och det låg sammanlagt 18 veckor på listan.

### Senare utgåvor av albumet
RCA gav ut albumets tolv låtar på CD för första gången i oktober 1989. I augusti 1999 släpptes en remastrad och utökad version av albumet på CD. Denna utgåva innehöll, förutom originalalbumets tolv låtar, även sex bonusspår.
I april 2006 gav samlaretiketten Follow That Dream ut en dubbel-CD med originalalbumet, fem bonusspår och ett stort antal alternativa tagningar. I mars 2011 utkom en så kallad Legacy-utgåva med två CD:ar: den första innehöll albumet Elvis Is Back! med sju bonusspår, medan den andra bestod av Something for Everybody kompletterat med fem hitsinglar.

### Skivomslaget
Albumomslagets framsida pryddes till vänster av ett färgfoto av Elvis, prydligt klädd i röd skjorta. Till höger återfanns en lista över albumets tolv låtar. Baksidan på originalutgåvan visade ett fotografi från den då aktuella filmen Wild in the Country, tillsammans med reklam för EP-skivan Elvis by Request samt singeln "Wild in the Country" / "I Feel So Bad". På senare utgåvor förekom annonser för andra skivor.

## Mottagande
Albumet fick ett blandat, men övervägande positivt, mottagande. I Billboard Magazine noterades att Elvis Presley som vanligt var i utmärkt form på albumets snyggt kontrasterande sidor. Man menade att sida ett, med sina ballader, vände sig till en vuxnare publik, medan den rockigare sidan två riktade sig till de yngre lyssnarna. Särskilt framhölls "I Slipped, I Stumbled, I Fell", "It's a Sin" och "Sentimental Me". I Cashbox Magazine lyftes särskilt fram att Elvis Presley på albumets förstasida uppvisade sin gripande och dramatiska balladstil i låtar som "Sentimental Me", "There's Always Me" och "Gently", medan man från andra sidan lyfte fram "I'm Comin' Home", "Judy" och "I Slipped, I Stumbled, I Fell".
I Milwaukee Journal noterade Gerald Kloss i sin recension att "balladerna genomgående har ett dämpat, ömt uttryck, utan de sedvanliga grymtningarna och röstutspelen, och [att] rock'n'roll-sidan är lite mindre vild än vad Elvis brukar vara." Tommy Thomas i The Times Record menade att "Elvis kan sjunga" och att han "håller på att mogna musikaliskt". Musikrecensenten Herm Schoenfeld skrev i Variety att "vilken som helst av dessa tolv spår skulle kunna bli en singelhit".
Senare kritik har gett albumet en mer nyanserad bedömning. Det har å ena sidan lovordats för Elvis sånginsatser, särskilt på balladerna, men har å andra sidan uppfattats som ett steg tillbaka i jämförelse med föregångaren, Elvis Is Back!. Den amerikanske musikkritikern och musikjournalisten Bruce Eder, skrivande för AllMusic, framhöll att låtmaterialet på Something for Everybody är tamare än på Elvis Presleys första album efter militärtjänstgöringen, Elvis Is Back!. Han menade att det visserligen långt ifrån är hans bästa album från denna tid, men ändå på många sätt ett av de mest intressanta, eftersom det visar på en ökad mognad, där "hans röst är bättre än någonsin". Eder menade att "[h]ans balladframföranden oklanderliga, med en klangrikedom och nyansrikedom som är direkt förförisk", medan rocklåtarna är mindre lyckade – med ett undantag: "I Want You with Me", som han beskriver som en kraftfull rocklåt "där den gamle Elvis Presley träder fram".

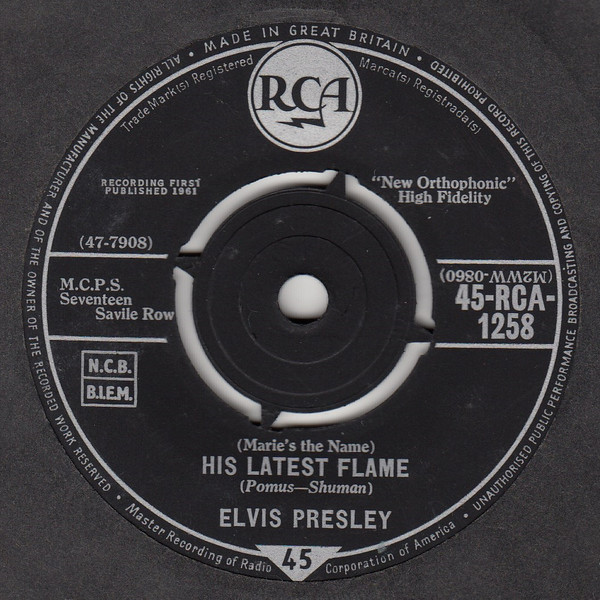
Singeln "(Marie's the Name) His Latest Flame" och "Little Sister" (RCA-1258). Paul Simpson menade att den var en av Elvis allra bästa singlar.

 Den brittiske författaren och musikskribenten Paul Simpson skrev i The Rough Guide to Elvis att albumet, som vid utgivningen uppfattades som lyssningsvärt men utan verklig lyskraft, blev ett måste i samlingen först i och med nyutgåvan från 1999, då det kompletterades med samtida singlar. Han menade att Something for Everybody var mer konservativt än föregångaren Elvis Is Back! och saknade den uttalade blueskänslan som präglade det albumet. Enligt Simpson är det framför allt balladerna – som "Gently" och "There's Always Me" – som gör albumet minnesvärt. Han framhöll också att extralåtarna på nyutgåvan, som "I Feel So Bad" och "Little Sister", visar att Elvis fortfarande behärskade bluesen, medan "His Latest Flame" "helt enkelt är en av hans allra bästa singlar".
Musikjournalisten Colin Larkin menade att Elvis röst hade förändrats 1961, så att han kunde sjunga ballader med större djup och mognad, samtidigt som han lät mindre vild men mer självsäker och världsvan i sina rock'n'rollnummer. En av de låtar på albumet som Larkin särskilt lyfte fram var den gråtmilda "Starting Today". Musikskribenten Shane Brown ansåg att Something for Everybody, som en uppföljare till Elvis Is Back!, "till stor del saknade föregångarens glöd och tyngd". Samtidigt framhöll han att albumet rymmer flera starka inslag, "särskilt "There's Always Me", ett av Elvis allra finaste balladnummer", och att låtar som "Give Me the Right" och "I Want You with Me" fortfarande bar spår av det sound som hade kännetecknat hans musik under 1950-talet.

## Försäljning
Under sin första tid på topplistorna i USA sålde Something for Everybody omkring 300 000 exemplar. Albumet certifierades dock senare, den 15 juli 1999, guld av Recording Industry Association of America (RIAA) för en försäljning av 500 000 exemplar.

## Låtlistor
Something for Everybody

### 1961 originalutgåva
| 1. | There's Always Me | Don Robertson                   | 12 mars 1961 | 2:15 |
| 2. | Give Me the Right | Fred Wise, Norman Blagman       | 12 mars 1961 | 2:32 |
| 3. | It's a Sin        | Fred Rose, Zeb Turner           | 12 mars 1961 | 2:41 |
| 4. | Sentimental Me    | James T. Morehead, James Cassin | 13 mars 1961 | 2:31 |
| 5. | Starting Today    | Don Robertson                   | 13 mars 1961 | 2:03 |
| 6. | Gently            | Murray Wisell, Edward Lisbona   | 12 mars 1961 | 2:15 |

| 1.           | I'm Comin' Home               | Charlie Rich                          | 12 mars 1961    | 2:19  |
| 2.           | In Your Arms                  | Aaron Schroeder, Wally Gold           | 12 mars 1961    | 1:50  |
| 3.           | Put the Blame on Me           | Fred Wise, Kay Twomey, Norman Blagman | 13 mars 1961    | 1:56  |
| 4.           | Judy                          | Teddy Redell                          | 13 mars 1961    | 2:09  |
| 5.           | I Want You with Me            | Woody Harris                          | 12 mars 1961    | 2:11  |
| 6.           | I Slipped, I Stumbled, I Fell | Fred Wise, Ben Weisman                | 8 november 1960 | 1:32  |
| Total längd: | Total längd:                  | Total längd:                          | Total längd:    | 26:14 |

### 1999 års CD-utgåva
| 1.           | Surrender                           | Doc Pomus, Mort Shuman                | 30 oktober 1960 | 1:51  |
| 2.           | There's Always Me                   | Don Robertson                         | 12 mars 1961    | 2:16  |
| 3.           | Give Me the Right                   | Fred Wise, Norman Blagman             | 12 mars 1961    | 2:32  |
| 4.           | It's a Sin                          | Fred Rose, Zeb Turner                 | 12 mars 1961    | 2:39  |
| 5.           | Sentimental Me                      | James T. Morehead, James Cassin       | 13 mars 1961    | 2:31  |
| 6.           | Starting Today                      | Don Robertson                         | 12 mars 1961    | 2:03  |
| 7.           | Gently                              | Edward Lisbona, Murray Wisell         | 13 mars 1961    | 2:15  |
| 8.           | I'm Coming Home                     | Charlie Rich                          | 12 mars 1961    | 2:20  |
| 9.           | In Your Arms                        | Aaron Schroeder, Wally Gold           | 12 mars 1961    | 1:50  |
| 10.          | Put the Blame on Me                 | Fred Wise, Kay Twomey, Norman Blagman | 13 mars 1961    | 1:57  |
| 11.          | Judy                                | Teddy Redell                          | 13 mars 1961    | 2:10  |
| 12.          | I Want You With Me                  | Woody Harris                          | 12 mars 1961    | 2:13  |
| 13.          | I Feel So Bad                       | Chuck Willis                          | 12 mars 1961    | 2:53  |
| 14.          | (Marie's the Name) His Latest Flame | Doc Pomus, Mort Shuman                | 25 juni 1961    | 2:07  |
| 15.          | Little Sister                       | Doc Pomus, Mort Shuman                | 26 juni 1961    | 2:30  |
| 16.          | Good Luck Charm                     | Aaron Schroeder, Wally Gold           | 15 oktober 1961 | 2:23  |
| 17.          | Anything That's Part of You         | Don Robertson                         | 15 oktober 1961 | 2:04  |
| 18.          | I Slipped, I Stumbled, I Fell       | Fred Wise, Ben Weisman                | 8 november 1960 | 1:34  |
| Total längd: | Total längd:                        | Total längd:                          | Total längd:    | 40:08 |

### 2006 FTD-utgåva
| 1.           | There's Always Me                                | 2:19  |
| 2.           | Give Me the Right                                | 2:35  |
| 3.           | It's a Sin                                       | 2:44  |
| 4.           | Sentimental Me                                   | 2:34  |
| 5.           | Starting Today                                   | 2:06  |
| 6.           | Gently The Album – Side 2                        | 2:18  |
| 7.           | I'm Comin' Home                                  | 2:24  |
| 8.           | In Your Arms                                     | 1:52  |
| 9.           | Put the Blame on Me                              | 2:00  |
| 10.          | Judy                                             | 2:13  |
| 11.          | I Want You with Me                               | 2:15  |
| 12.          | I Slipped, I Stumbled, I Fell The Singles        | 1:38  |
| 13.          | I Feel So Bad                                    | 2:55  |
| 14.          | Little Sister                                    | 2:33  |
| 15.          | (Marie's the Name) His Latest Flame              | 2:09  |
| 16.          | Good Luck Charm                                  | 2:26  |
| 17.          | Anything That's Part of You Early Complete Takes | 2:07  |
| 18.          | There's Always Me (Take 1)                       | 2:27  |
| 19.          | Give Me the Right (Take 1)                       | 2:59  |
| 20.          | It's a Sin (Takes 1, 2)                          | 3:58  |
| 21.          | Sentimental Me (Take 1)                          | 2:42  |
| 22.          | Starting Today (Take 1)                          | 2:11  |
| 23.          | Gently (Takes 1, 2)                              | 2:46  |
| 24.          | I'm Comin' Home (Take 2)                         | 2:42  |
| 25.          | In Your Arms (Take 1)                            | 2:13  |
| 26.          | Put the Blame on Me (Take 1, 2)                  | 2:52  |
| 27.          | Judy (Take 1)                                    | 3:16  |
| 28.          | I Want You with Me (Take 1)                      | 2:26  |
| 29.          | Little Sister (Take 3)                           | 2:54  |
| 30.          | (Marie's the Name) His Latest Flame (Take 2)     | 2:26  |
| 31.          | Anything That's Part of You (Take 1)             | 2:16  |
| Total längd: | Total längd:                                     | 77:16 |

| 1.           | I'm Comin' Home (Takes 1, 3)                                  | 3:23  |
| 2.           | I'm Comin' Home (Takes 5, 4)                                  | 4:40  |
| 3.           | Gently (Take 3)                                               | 2:33  |
| 4.           | Gently (Take 4)                                               | 2:24  |
| 5.           | Give Me the Right (Takes 3, 2)                                | 3:14  |
| 6.           | I Feel So Bad (Take 1)                                        | 2:59  |
| 7.           | There's Always Me (Take 2)                                    | 2:33  |
| 8.           | There's Always Me (Take 4)                                    | 2:49  |
| 9.           | Starting Today (Take 2)                                       | 2:11  |
| 10.          | Judy (Takes 2, 3)                                             | 2:42  |
| 11.          | Judy Take 4 Singles Sessions Outtakes                         | 2:26  |
| 12.          | (Marie's the Name) His Latest Flame (Take 1, rehearsal)       | 2:43  |
| 13.          | (Marie's the Name) His Latest Flame (Takes 3, 4)              | 2:26  |
| 14.          | (Marie's the Name) His Latest Flame (Takes 5, 6)              | 4:03  |
| 15.          | Little Sister (Take 1, 2, 4, 5)                               | 2:02  |
| 16.          | Little Sister (Take 6)                                        | 2:35  |
| 17.          | Good Luck Charm (Take 1)                                      | 2:47  |
| 18.          | Good Luck Charm (Take 2, 3)                                   | 1:50  |
| 19.          | Anything That's Part of You (Take 2)                          | 2:13  |
| 20.          | Anything That's Part of You (Takes 4, 5)                      | 2:34  |
| 21.          | Anything That's Part of You Take 8 Last Takes (Before Master) | 2:26  |
| 22.          | There's Always Me (Takes 5, 6, 7, 8, 9)                       | 4:16  |
| 23.          | Judy (Takes 5, 6, 7)                                          | 4:24  |
| 24.          | (Marie's the Name) His Latest Flame (Takes 10, 11, 12)        | 3:41  |
| 25.          | Little Sister (Takes 7, 8, 9)                                 | 4:17  |
| 26.          | Anything That's Part of You (Take 9)                          | 2:15  |
| Total längd: | Total längd:                                                  | 76:26 |

| 1.           | Make Me Know It                 | 2:03  |
| 2.           | Fever                           | 3:35  |
| 3.           | The Girl of My Best Friend      | 2:26  |
| 4.           | I Will Be Home Again            | 2:37  |
| 5.           | Dirty, Dirty Feeling            | 1:37  |
| 6.           | Thrill of Your Love             | 3:03  |
| 7.           | Soldier Boy                     | 3:07  |
| 8.           | Such a Night                    | 3:02  |
| 9.           | It Feels So Right               | 2:12  |
| 10.          | Girl Next Door Went A' Walking  | 2:16  |
| 11.          | Like a Baby                     | 2:42  |
| 12.          | Reconsider Baby The Hit Singles | 3:43  |
| 13.          | Stuck on You                    | 2:22  |
| 14.          | Fame and Fortune                | 2:34  |
| 15.          | It's Now or Never               | 3:18  |
| 16.          | A Mess of Blues                 | 2:44  |
| 17.          | Are You Lonesome Tonight?       | 3:09  |
| 18.          | I Gotta Know                    | 2:18  |
| 19.          | Surrender                       | 1:54  |
| Total längd: | Total längd:                    | 50:42 |

| 1.           | There's Always Me                             | 2:20  |
| 2.           | Give Me the Right                             | 2:37  |
| 3.           | It's a Sin                                    | 2:45  |
| 4.           | Sentimental Me                                | 2:35  |
| 5.           | Starting Today                                | 2:07  |
| 6.           | Gently                                        | 2:19  |
| 7.           | I'm Comin' Home                               | 2:25  |
| 8.           | In Your Arms                                  | 1:53  |
| 9.           | Put the Blame on Me                           | 2:00  |
| 10.          | Judy                                          | 2:14  |
| 11.          | I Want You With Me                            | 2:15  |
| 12.          | I Slipped, I Stumbled, I Fell The Hit Singles | 1:39  |
| 13.          | I Feel So Bad                                 | 2:56  |
| 14.          | (Marie's the Name) His Latest Flame           | 2:10  |
| 15.          | Little Sister                                 | 2:34  |
| 16.          | Good Luck Charm                               | 2:28  |
| 17.          | Anything That's Part of You                   | 2:05  |
| Total längd: | Total längd:                                  | 39:22 |

| 1.           | Make Me Know It                 | 2:03  |
| 2.           | Fever                           | 3:35  |
| 3.           | The Girl of My Best Friend      | 2:26  |
| 4.           | I Will Be Home Again            | 2:37  |
| 5.           | Dirty, Dirty Feeling            | 1:37  |
| 6.           | Thrill of Your Love             | 3:03  |
| 7.           | Soldier Boy                     | 3:07  |
| 8.           | Such a Night                    | 3:02  |
| 9.           | It Feels So Right               | 2:12  |
| 10.          | Girl Next Door Went A' Walking  | 2:16  |
| 11.          | Like a Baby                     | 2:42  |
| 12.          | Reconsider Baby The Hit Singles | 3:43  |
| 13.          | Stuck on You                    | 2:22  |
| 14.          | Fame and Fortune                | 2:34  |
| 15.          | It's Now or Never               | 3:18  |
| 16.          | A Mess of Blues                 | 2:44  |
| 17.          | Are You Lonesome Tonight?       | 3:09  |
| 18.          | I Gotta Know                    | 2:18  |
| 19.          | Surrender                       | 1:54  |
| Total längd: | Total längd:                    | 50:42 |

| 1.           | There's Always Me                             | 2:20  |
| 2.           | Give Me the Right                             | 2:37  |
| 3.           | It's a Sin                                    | 2:45  |
| 4.           | Sentimental Me                                | 2:35  |
| 5.           | Starting Today                                | 2:07  |
| 6.           | Gently                                        | 2:19  |
| 7.           | I'm Comin' Home                               | 2:25  |
| 8.           | In Your Arms                                  | 1:53  |
| 9.           | Put the Blame on Me                           | 2:00  |
| 10.          | Judy                                          | 2:14  |
| 11.          | I Want You With Me                            | 2:15  |
| 12.          | I Slipped, I Stumbled, I Fell The Hit Singles | 1:39  |
| 13.          | I Feel So Bad                                 | 2:56  |
| 14.          | (Marie's the Name) His Latest Flame           | 2:10  |
| 15.          | Little Sister                                 | 2:34  |
| 16.          | Good Luck Charm                               | 2:28  |
| 17.          | Anything That's Part of You                   | 2:05  |
| Total längd: | Total längd:                                  | 39:22 |

|  |

|  |

|  |

|  |

| Lista (1961)                     | Högsta position |
| Storbritannien (UK Albums Chart) | 2               |
| USA Billboard Top LP's           | 1               |
| USA Cash Box Top 50 Albums       | 1               |

| Område     | Certifiering | Försäljning |
| USA (RIAA) | guld         | 500 000     |

|  |

|  |

|  |

|  |

| Lista (1961)                     | Högsta position |
| Storbritannien (UK Albums Chart) | 2               |
| USA Billboard Top LP's           | 1               |
| USA Cash Box Top 50 Albums       | 1               |

| Område     | Certifiering | Försäljning |
| USA (RIAA) | guld         | 500 000     |